# Contea di Chester (Pennsylvania)
La contea di Chester (in inglese Chester County; in tedesco della Pennsylvania Tscheschter Kaundi) è una contea dello Stato della Pennsylvania, negli Stati Uniti. La popolazione al censimento del 2010 era di 498 886 abitanti. Il capoluogo di contea è West Chester.

## Geografia fisica
La contea si trova nella parte sud-orientale della Pennsylvania, al confine con Delaware e Maryland. L'U.S. Census Bureau certifica che l'estensione della contea è di 1968 km², di cui 10 km² costituiti da acque interne. La contea è composta da una regione collinare, delimitata a sud-ovest dall’Octoraro Creek e a nord-est dal fiume Schuylkill. Le aree protette comprendono i parchi statali French Creek, Marsh Creek e White Clay Creek, nonché il Valley Forge National Historical Park, situato a Valley Forge, luogo in cui il generale George Washington e il suo esercito continentale trascorsero l’inverno 1777–78 durante la guerra d’indipendenza americana.
Nella contea si trovano diverse università, tra cui l'Università Cheyney della Pennsylvania, l'Immaculata University e la West Chester University.

### Contee confinanti
- Contea di Berks - nord
- Contea di Montgomery - nord-est
- Contea di Delaware - est
- Contea di New Castle (Delaware) - sud-est
- Contea di Cecil (Maryland) - sud
- Contea di Lancaster - ovest

## Storia
La Contea di Chester è una delle tre contee originarie della Pennsylvania, costituite il 24 agosto 1682 da William Penn. Deve il suo nome alla contea di Cheshire in Inghilterra. Il suo territorio si è poi progressivamente ridotto con il distacco di contee di nuova formazione.

## Geografia antropica[3]

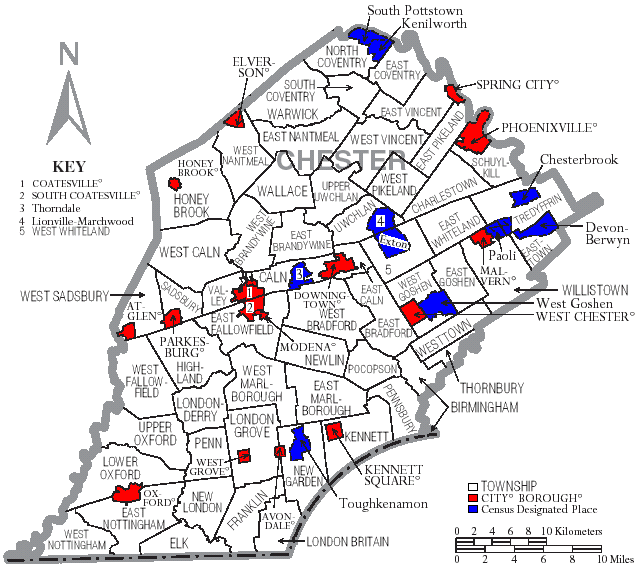
Cartina della Contea di Chester con la suddivisione amministrativa in comuni. In rosso sono indicate city e borough, in bianco le township, e in blu i Census-designated place

La contea è amministrativamente suddivisa in una city, 15 borough e 57 township. Vi sono inoltre 10 census-designated place.
| - Atglen - borough - Avondale - borough - Birmingham - township - Caln - township - Charlestown - township - Coatesville- city - Downingtown - borough - East Bradford - township - East Brandywine - township - East Caln - township - East Coventry - township - East Fallowfield - township - East Goshen - township - East Marlborough - township - East Nantmeal - township - East Nottingham - township - East Pikeland - township - East Vincent - township - East Whiteland - township - Easttown - township - Elk - township - Elverson - borough - Franklin - township - Highland - township - Honey Brook - borough | - Honey Brook - township - Kennett Square - borough - Kennett - township - London Britain - township - London Grove - township - Londonderry - township - Lower Oxford - township - Malvern - borough - Modena - borough - New Garden - township - New London - township - Newlin - township - North Coventry - township - Oxford - borough - Parkesburg - borough - Penn - township - Pennsbury - township - Phoenixville - borough - Pocopson - township - Sadsbury - township - Schuylkill - township - South Coatesville - borough - South Coventry - township - Spring City - borough - Thornbury - township | - Tredyffrin - township - Upper Oxford - township - Upper Uwchlan - township - Uwchlan - township - Valley - township - Wallace - township - Warwick - township - West Bradford - township - West Brandywine - township - West Caln - township - West Chester (capoluogo) - borough - West Fallowfield - township - West Goshen - township - West Grove - borough - West Marlborough - township - West Nantmeal - township - West Nottingham - township - West Pikeland - township - West Sadsbury - township - West Vincent - township - West Whiteland - township - Westtown - township - Willistown - township |

### Census-designated place
| - Berwyn - Caln - Chesterbrook - Cheyney University‡ - Cochranville - Devon | - Eagleview - Exton - Kenilworth - Lincoln University - Lionville - Paoli | - Pomeroy - South Pottstown - Thorndale - Toughkenamon - Westwood |